# Edmar (ur. 1941)
Edmar, właśc. Edmar Japiassú Maia (ur. 3 stycznia 1941 w Rio de Janeiro) – brazylijski piłkarz, występujący na pozycji bramkarza.

## Kariera klubowa
W czasie kariery piłkarskiej Edmar grał w CR Flamengo i Campo Grande Rio de Janeiro.

## Kariera reprezentacyjna
W 1959 roku Edmar uczestniczył w Igrzyskach Panamerykańskich, na których Brazylia zajęła drugie miejsce. Edmar był podstawowym bramkarzem i wystąpił w czterech meczach z Kostaryką, Kubą, Stanami Zjednoczonymi i Meksykiem.
W 1960 roku Edmar uczestniczył w Igrzyskach Olimpijskich w Rzymie. Na turnieju Edmar był rezerwowym i nie wystąpił w żadnym meczu.